# Guy Meynieu
Guy Meynieu est un footballeur français né le 16 juin 1922 à Bordeaux et mort le 29 mai 2015 au Porge (Gironde). Il jouait inter ou ailier aux Girondins de Bordeaux.
Guy Meynieu a joué 115 matchs en Division 1 avec les Girondins de Bordeaux (sans compter les championnats « de guerre »).
Il est le père de l'international bordelais Francis Meynieu.

## Carrière de joueur
- 1943-1944 :  ÉF Bordeaux-Guyenne
- 1944-1945 :  Girondins de Bordeaux
- 1946-1947 :  Toulouse FC
- 1947-1949 :  Lyon OU
- 1949-1954 :  Girondins de Bordeaux[2]

## Palmarès
- Champion de France en 1950 avec les Girondins de Bordeaux.
- Finaliste de la Coupe de France en 1952 avec les Girondins de Bordeaux.